# Vojatšu
Voyatchou (en carélien : Vojatšu, En russe : Надво́ицы, Nadvoitsy) est une commune urbaine du raïon de Segueja dans la république de Carélie en Russie.

## Géographie
Vojatšu est située sur les rives du lac Voitskoye du canal de la mer Blanche, à 22 km au nord de Segueja.
La superficie de la municipalité est de 105,6 kilomètres carrés.
Elle est bordée à l'ouest, au nord et au nord-est par Idel dans le raïon de Segueja et au sud-est et au sud par Valdai.
La majeure partie de la zone est forestière. .
Les plus grands lacs sont Uikujärvi, le lac artificiel de l'Ontajoki, le Voitskoje, ke Šobozero et le Selgozero.
La municipalité est arrosée par les rivières Ala-Uikujoki, Ontajoki (Onda) et Šoba..

## Transports
La gare de Vojatšu est desservie par la Voie ferrée de Mourmansk.
L'autoroute R21 reliant Saint-Pétersbourg et Mourmansk traverse l'est de la commune.

## Démographie
Recensements (*) ou estimations de la population
| 1989   | 2002*  | 2010  | 2013  |
| ------ | ------ | ----- | ----- |
| 11 514 | 11 073 | 8 372 | 8 166 |

| 2015  | 2017  | 2019  | 2021  |
| ----- | ----- | ----- | ----- |
| 7 964 | 7 690 | 7 380 | 7 136 |

### Liens  externes
- (ru) Site officiel
- Ressource relative à la géographie :   - OKATO